# Ліски (Київ)
Лі́ски — місцевість, поселення у Дніпровському районі м. Києва, що межує на заході зі Старою Дарницею. Простягається вздовж вулиць Алматинської, Профспілкової, Слобожанської та Вільнюської.

## Історія
Хутір Ліски виник у 1-й чверті XX ст. На радянській топографічній карті 1932 року на схід від Старої Дарниці, позначене урочище Ліски, що являло собою заболочену долину р. Дарниця. Від річки Дарниця починався великий сосновий ліс. Від розташованого неподалік лісу хутір і здобув свою назву — Ліски. Неподалік від Старої Дарниці показано невеликий хутір, що складався із 7 дворів. Але хутір не підписано, у довіднику «Населені місця Київщини. Попередні підсумки перепису 17 грудня 1926 року» хутора Ліски немає. Схоже, хутір вважався частиною Старої Дарниці, тому його не виокремлювали у довідниках. І лише на схематичному плані Києва 1935 року підписано хутір Ліски. Проте при перепису населення, що відбувся 17 січня 1939 року, хутір не було виокремлено в окремий населений пункт. Хутір розташовувався в районі сучасної вул. Вільнюської.
Хутір Ліски було розплановано та забудовано у 2-й половині 1940 — на початку 1950-х рр. 1953 р. 12 вулиць та провулків Лісків отримали назви, 1955 р. — ще 4. У червні 1951 р. населення становило 1107 мешканців, 884 з яких мешкали у 130 приватних будинках, а 223 — у 5 багатоквартирних будинках райжитлоуправління.
1977 року, через розширення промзони, було ліквідовано 2 провулки — Вільнюський та Станюковича. Наприкінці 1980-х рр. було знесено частину приватної забудови вздовж парного боку вулиці Новаторів та непарного боку сучасної вулиці Слобожанської, на цьому місці збудовано багатоповерхові житлові будинки. Уся інша вулична мережа та забудова Лісок збереглася без змін до нашого часу. У забудові Лісок переважають приватні будинки 1950-х рр.
Тут розташований Український державний центр транспортного сервісу «Ліски», складовою частиною якого є вантажна залізнична станція Київського залізничного вузла Південно-Західної залізниці Київ-Ліски.